# Rondaniella rufiseta
Rondaniella rufiseta är en tvåvingeart som beskrevs av Edwards 1932. Rondaniella rufiseta ingår i släktet Rondaniella och familjen svampmyggor. Inga underarter finns listade i Catalogue of Life.